# 藤懸静也
藤懸 静也（ふじかけ しずや、1881年2月25日 - 1958年8月5日）は、日本美術史学者、東京帝国大学教授。

## 来歴
茨城県古河市に生まれる。号は獅埼庵、獅子庵。父方祖父の五郎左衛門は旧古河藩国家老。江戸家老鷹見泉石は母方の曾祖父である。
第一高等学校を経て、1910年東京帝国大学文科大学史学科国史科を卒業し、直ちに大学院に入つて日本絵画史を専攻した。1914年以降は同大学文学部副手となり、そのかたわら、岡倉天心らが創刊し瀧精一を主幹とする、日本および東洋古美術研究誌『國華』の編集部員を1911年から勤め、広く美術工芸品への知識を得ていった。また女子美術学校、日本大学の講師、1917年國學院大學教授となる。1924年には史料編纂掛を嘱託された。

### 海外派遣され浮世絵研究
1927年帝室博物館学芸委員を兼ね、同年より命じられて欧米各国の博物館調査に赴き、アメリカからヨー ロッパ諸国、インドなどを歴遊。海外に流出 した日本美術品、また諸国の古美術を調査。このとき得られた欧米各地の美術館、 多くの個人コレクターの優秀な浮世絵版画の調査成果が、その後の浮世絵研究の貴重な財 産となり、国内における浮世絵の価値の再評価 につながった。1928年に帰国して初代の文部省国宝鑑査官となる。1929年に東京帝大講師に就任し、1934年文学博士号を授与されて教授に昇進。1941年まで美術史を講じた。

美術史アカデミズムでは、浮世絵研究者が帝大教授になったのは異例のことだったが、岩佐又兵衛が浮世絵の祖であるという説を笹川臨風とともに否定し、のち辻惟雄によって覆されることになる。
この間、1936年には『国体の本義』編纂委員（芸術担当）を務めている。1945年に国華社主幹、1950年に文化財審議会専門委員となる。

### 弟子
東大門下の美術史家に、吉川逸治（東京大学教授）、吉澤忠（東京藝術大学教授）、石塚太喜治（国立北京芸術専科学校教授・洋画家）らがおり、吉川は国華の編輯委員を継承した。

### 郷土のために尽力
美術史研究の他にも、郷土である古河の歴史研究および史蹟保存にも尽力した。1908年（明治41年）には『郷土史教授資料』を著している。また、古河で没した熊沢蕃山の記念祭、天狗党の乱の際に古河で処刑された水戸志士慰霊祭などの行事も開催し、幅広く郷土の文化活動に貢献した。

## 著編
- 『郷土史教授資料』藤懸静也〈古河市史 資料 別巻 に収載〉、1908年、11-136頁。[11]
- 『浮世絵大家画集』浮世絵研究会、1915年。
- 『浮世絵』雄山閣、1924年。
  - 『浮世絵』（16版（1929年3月））雄山閣、1929年。
  - 『浮世絵』（増訂）雄山閣、1946年。
  - 『浮世絵』（増訂）雄山閣出版、1973年。
- 『鮎瀬梅村翁』（藤懸静也、小山田虎 編）鮎瀬真夫、1925年。
- 『文化文政美人風俗浮世絵集』雄山閣、1928年。
- 『奥原晴湖画集』巧芸社、1933年。
- 『An introduction to Japanese art』Kokusai Bunka Shinkokai〈K.B.S. Publications series-B  no. 22〉、1937年。
- 『Japanese　wood-block　prints』（translated by M.G. Mori）日本交通公社出版事業局〈Tourist library 24〉、1938年。
- 『国体の本義解説叢書 第6 日本の美術』教学局、1939年。
- 『東洋美術文庫 第17巻 春信』アトリヱ社、1939年。
- 『浮世絵の研究 上』雄山閣、1943年。
- 『浮世絵の研究 中』雄山閣、1943年。
- 『浮世絵の研究 下』雄山閣、1943年。
- 『木版複製源氏物語絵巻解説』徳川黎明会、1949年。
- 『日本美術図説』（監修）朝日新聞社、1950年。
- 『藤懸静也作画著述目録：自叙伝』藤懸静也、1951年。
- 『浮世絵』アルス〈アルス・グラフ〉、1954年。

### 藤懸静也 著述作画目録
- 『藤懸静也 著述作画目録』藤懸静也、1951年、21-32頁。